# Serrasalmus irritans
Serrasalmus irritans és una espècie de peix de la família dels caràcids i de l'ordre dels caraciformes. Adults, poden atènyer fins a 13,8 cm de llargària total.
Viu en zones de clima tropical. Es troba la conca del riu Orinoco a Veneçuela a Sud-amèrica.